# Sokawera Kidul
Sokawera Kidul is een bestuurslaag in het regentschap Banyumas van de provincie Midden-Java, Indonesië. Sokawera Kidul telt 2488 inwoners (volkstelling 2010).